# Witwangstern
De witwangstern (Chlidonias hybrida) is een vogel uit de familie van de meeuwen (Laridae) en de geslachtengroep sterns (Sternini).

## Kenmerken
De witwangstern is 24 tot 28 cm lang en daarmee groter dan de zwarte stern en heeft ook langere poten en een forsere snavel. Hij lijkt meer op een visdief. Het verschil is de ondiep gevorkte staart. In de zomer is de vogel egaal grijs, met duidelijk witte wangen die contrasteren met de zwarte kopkap.

## Leefwijze
Het voedsel bestaat uit insecten, larven, wormen, salamanders en kikkers.

## Voortplanting
Het legsel bestaat uit twee of drie olijfgroene eieren met bruine vlekjes en stipjes, die bij de stompe pool iets groter zijn.

## Verspreiding en leefgebied
De vogel broedt in meren, moerassen en langs rivieren in Zuid- en Midden-Europa en verder tot diep in Azië en ook in Australië. Vogels uit Europa overwinteren in Afrika, oostelijker broedende vogels overwinteren in het Oriëntaals gebied en in Australazië.
De soort telt 3 ondersoorten:
- C. h. hybrida: van noordelijk Afrika en zuidwestelijk Europa tot Centraal-Azië, zuidoostelijk Siberië, China en Zuidoost-Azië.
- C. h. delalandii: zuidelijk en oostelijk Afrika en Madagaskar.
- C. h. javanicus: Australië.

## Status
De witwangstern heeft een enorm groot verspreidingsgebied en daardoor alleen al is de kans op uitsterven uiterst gering. De grootte van de populatie is in 2015 geschat op 300.000 tot 1,5 miljoen individuen. Er is geen aanleiding te veronderstellen dat de soort in aantal achteruit gaat. Om deze redenen staat deze stern als niet bedreigd op de Rode Lijst van de IUCN.

### In Nederland
In Nederland is de witwangstern een vrij zeldzame vogel die vóór 1966 een paar keer broedend is waargenomen. Het aantal bevestigde waarnemingen tussen 1980 en 1995 bedraagt 68. In 2012 na een lange periode van oostenwind streek een kolonie van 40 witwangsterns neer in de Oostpolder van de Hondsrug, welke tot nu elk jaar is teruggekeerd.

## Afbeeldingen

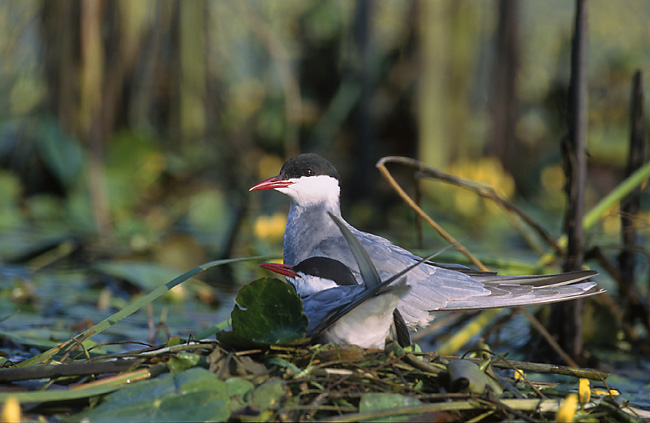
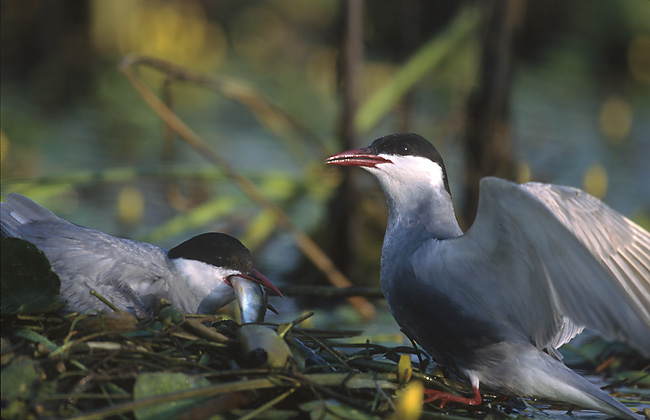

## Video
- Een kolonie witwangsternen met jongen